# Alopecosa gracilis
Alopecosa gracilis är en spindelart som först beskrevs av Friedrich Wilhelm Bösenberg 1895.  Alopecosa gracilis ingår i släktet Alopecosa och familjen vargspindlar.
Artens utbredningsområde är Kanarieöarna. Inga underarter finns listade i Catalogue of Life.